# 2020–2021-es Európa-liga
A 2020–2021-es Európa-liga az Európa-liga 12. szezonja. A döntőnek a gdański Stadion Energa Gdańsk adott otthont. A győztes részvételi jogot szerzett a 2021-es UEFA-szuperkupa döntőjében, ahol az ellenfele a 2020–2021-es UEFA-bajnokok ligája győztese lesz, valamint bejutott a 2021–2022-es UEFA-bajnokok ligája csoportkörébe.

## A besorolás rendszere
A 2020–2021-es Európa-ligában az UEFA 55 tagországának 213 csapata vesz részt. Az országonként indítható csapatok számát, illetve a csapatok selejtezőköri besorolását az UEFA ország-együtthatója alapján végezték.
- az 1–50. helyen rangsoroltak egyaránt 3 csapatot indíthatnak (kivéve Liechtenstein),
- az 51–55. helyen rangsoroltak 2 csapatot indíthatnak.
- Liechtenstein 1 csapatot indíthat.

További résztvevők:
- 55 csapat, amely a UEFA-bajnokok ligájából kiesik és átkerül az Európa-ligába.

### Rangsor
A 2020–2021-es Európa-liga kiosztott helyeihez a 2019-es ország-együtthatót vették alapul, amely az országok csapatainak teljesítményét vette figyelembe a 2014–15-ös szezontól a 2018–19-esig.
| Hely. | Szövetség     | Koeff.  | Cs | Mj |
| ----- | ------------- | ------- | -- | -- |
| 1.    | Spanyolország | 103,569 | 3  |    |
| 2.    | Anglia        | 85,462  | 3  |    |
| 3.    | Olaszország   | 74,725  | 3  |    |
| 4.    | Németország   | 71,927  | 3  |    |
| 5.    | Franciaország | 58,498  | 3  |    |
| 6.    | Oroszország   | 50,549  | 3  |    |
| 7.    | Portugália    | 48,232  | 3  |    |
| 8.    | Belgium       | 39,900  | 3  |    |
| 9.    | Ukrajna       | 38,900  | 3  |    |
| 10.   | Törökország   | 34,600  | 3  |    |
| 11.   | Hollandia     | 32,433  | 3  |    |
| 12.   | Ausztria      | 31,250  | 3  |    |
| 13.   | Csehország    | 28,675  | 3  |    |
| 14.   | Görögország   | 27,600  | 3  |    |
| 15.   | Horvátország  | 28,600  | 3  |    |
| 16.   | Dánia         | 27,025  | 3  |    |
| 17.   | Svájc         | 26,900  | 3  |    |
| 18.   | Ciprus        | 24,925  | 3  |    |
| 19.   | Szerbia       | 22,250  | 3  |    |

| Hely. | Szövetség        | Koeff. | Cs | Mj |
| ----- | ---------------- | ------ | -- | -- |
| 20.   | Skócia           | 22,125 | 3  |    |
| 21.   | Fehéroroszország | 21,875 | 3  |    |
| 22.   | Svédország       | 20,900 | 3  |    |
| 23.   | Norvégia         | 20,200 | 3  |    |
| 24.   | Kazahsztán       | 19,250 | 3  |    |
| 25.   | Lengyelország    | 19,250 | 3  |    |
| 26.   | Azerbajdzsán     | 19,000 | 3  |    |
| 27.   | Izrael           | 18,625 | 3  |    |
| 28.   | Bulgária         | 17,500 | 3  |    |
| 29.   | Románia          | 15,950 | 3  |    |
| 30.   | Szlovákia        | 15,625 | 3  |    |
| 31.   | Szlovénia        | 15,000 | 3  |    |
| 32.   | Liechtenstein    | 13,500 | 1  |    |
| 33.   | Magyarország     | 10,500 | 3  |    |
| 34.   | Észak-Macedónia  | 8,000  | 3  |    |
| 35.   | Moldávia         | 7,750  | 3  |    |
| 36.   | Albánia          | 7,500  | 3  |    |
| 37.   | Izraeli          | 7,450  | 3  |    |

| Hely. | Szövetség           | Koeff. | Cs | Mj |
| ----- | ------------------- | ------ | -- | -- |
| 38.   | Finnország          | 7,275  | 3  |    |
| 39.   | Izland              | 7,250  | 3  |    |
| 40.   | Bosznia-Hercegovina | 7,125  | 3  |    |
| 41.   | Litvánia            | 6,750  | 3  |    |
| 42.   | Lettország          | 5,625  | 3  |    |
| 43.   | Luxemburg           | 5,500  | 3  |    |
| 44.   | Örményország        | 5,250  | 3  |    |
| 45.   | Málta               | 5,125  | 3  |    |
| 46.   | Észtország          | 5,000  | 3  |    |
| 47.   | Georgia             | 4,750  | 3  |    |
| 48.   | Wales               | 4,125  | 3  |    |
| 49.   | Montenegró          | 4,125  | 3  |    |
| 50.   | Feröer-szigetek     | 4,000  | 3  |    |
| 51.   | Gibraltár           | 4,000  | 2  |    |
| 52.   | Észak-írország      | 3,875  | 2  |    |
| 53.   | Koszovó             | 2,500  | 2  |    |
| 54.   | Andorra             | 1,831  | 2  |    |
| 55.   | San Marino          | 0,666  | 2  |    |

### Lebonyolítás
A torna lebonyolítása az alábbiak szerint történik:
|                                      |                                      | A szakaszban bekapcsolódó csapatok | Az előző forduló továbbjutói                                                       | Az UEFA-bajnokok ligájából átkerülő csapatok |
| ------------------------------------ | ------------------------------------ | --- | ---------------------------------------------------------------------------------- | --- |
| Előselejtező (16 csapat)             | Előselejtező (16 csapat)             | - 6 kupagyőztes az 50–55. helyen rangsorolt kupákból - 7 második a 49–55. helyen rangsorolt bajnokságokból - 3 harmadik a 48–50. helyen rangsorolt bajnokságokból |                                                                                    | |
| 1. selejtezőkör (94 csapat)          | 1. selejtezőkör (94 csapat)          | - 25 kupagyőztes a 25–49. helyen rangsorolt kupákból - 30 második a 18–48. helyen rangsorolt bajnokságokból (kivéve Liechtenstein) - 31 harmadik a 16–47. helyen rangsorolt bajnokságokból (kivéve Liechtenstein) | - 8 győztes az előselejtezőből                                                     | |
| 2. selejtezőkör                      | Bajnoki ág (20 csapat)               | |                                                                                    | - 16 vesztes a BL 1. selejtezőköréből - 3 vesztes a BL előselejtezőjéből                                                                                |
| 2. selejtezőkör                      | Nem bajnoki ág (72 csapat)           | - 5 kupagyőztes a 20–24. helyen rangsorolt kupákból - 2 második a 16–17. helyen rangsorolt bajnokságokból - 3 harmadik a 13–15. helyen rangsorolt bajnokságokból - 9 negyedik a 7–15. helyen rangsorolt bajnokságokból - 2 ötödik az 5–6. helyen rangsorolt bajnokságokból (francia ligakupa győztese) - 4 hatodik az 1–4. helyen rangsorolt bajnokságokból (angol ligakupa győztese) | - 47 győztes az 1. selejtezőkörből                                                 | |
| 3. selejtezőkör                      | Bajnoki ág (20 csapat)               | | - 10 győztes a 2. selejtezőkörből                                                  | - 8 csapat a 10 kiesőből a BL 2. selejtezőkörének bajnoki ágáról                                                                                        |
| 3. selejtezőkör                      | Nem bajnoki ág (52 csapat)           | - 6 kupagyőztes a 14–19. helyen rangsorolt kupákból - 6 harmadik a 7–12. helyen rangsorolt bajnokságokból - 1 negyedik a 6. helyen rangsorolt bajnokságból | - 36 győztes a 2. selejtezőkörből                                                  | - 3 vesztes a BL 2. selejtezőkörének nem bajnoki ágáról                                                                                                 |
| Rájátszás                            | Bajnoki ág (16 csapat)               | | - 9 győztes a 3. selejtezőkörből                                                   | - 5 vesztes a BL 3. selejtezőkörének bajnoki ágáról - 2 csapat a 10 kiesőből a BL 2. selejtezőkörének bajnoki ágáról                                    |
| Rájátszás                            | Nem bajnoki ág (26 csapat)           | | - 26 győztes a 3. selejtezőkörből                                                  | |
| Csoportkör (48 csapat)               | Csoportkör (48 csapat)               | - 13 kupagyőztes az 1–13. helyen rangsorolt kupákból - 1 negyedik az 5. helyen rangsorolt bajnokságból - 4 ötödik az 1–4. helyen rangsorolt bajnokságokból | - 8 győztes a rájátszás bajnoki ágáról - 13 győztes a rájátszás nem bajnoki ágáról | - 4 vesztes a BL rájátszásának bajnoki ágáról - 2 vesztes a BL rájátszásának nem bajnoki ágáról - 3 vesztes a BL 3. selejtezőkörének nem bajnoki ágáról |
| Egyenes kieséses szakasz (32 csapat) | Egyenes kieséses szakasz (32 csapat) | | - 12 csoportgyőztes - 12 csoportmásodik                                            | - 8 harmadik a BL csoportköréből |

Szabaddá váló helyek kiosztása
Egy Európa-liga indulási jog szabaddá vált, ha egy csapat indulási jogot szerzett az UEFA-bajnokok ligájában és az Európa-ligában is, valamint ha egy csapat több jogon szerzett indulási jogot az Európa-ligában. A szabaddá váló helyet az alábbi szabályok szerint kellett feltölteni, tekintettel az adott országból indítható csapatok maximális számára is:
- Ha egy labdarúgókupa győztese indulási jogot szerzett az UEFA-bajnokok ligájában, akkor a helye szabaddá vált, a többi Európa-ligában indulási jogot szerző csapat egy hellyel feljebb került. Az utolsó indulási jogot az a bajnoki helyezés alapján legjobb helyen végző csapat kapta, amelynek még nem volt indulási joga.
- Ha egy labdarúgókupa győztese indulási jogot szerzett az Európa-ligában a bajnoki helyezése alapján, akkor a helye szabaddá vált, a többi Európa-ligában indulási jogot szerző csapat egy hellyel feljebb került. Az utolsó indulási jogot az a bajnoki helyezés alapján legjobb helyen végző csapat kapta, amelynek még nem volt indulási joga.
- Ligakupa-győztes szabaddá váló helyét az a bajnoki helyezés alapján legjobb helyen végző csapat kapta, amelynek még nem volt indulási joga.

### Csapatok
Az alábbi táblázatban olvasható, hogy a csapatok melyik körben kapcsolódnak be a küzdelmekbe.
Használt rövidítések
- kgy: kupagyőztes;
- x.: bajnoki helyezés jogán indul;
- LK: ligakupa-győztes;
- A.: bajnoki alapszakasz győztese;
- R.: EL-rájátszás;
- BL: A 2020–2021-es UEFA-bajnokok ligájából vesztes csapat
  - CS.: csoportkör harmadik helyezettjeként;
  - B/NB R.: 2020–2021-es UEFA-bajnokok ligája rájátszásából (bajnoki/nem bajnoki ág);
  - B/NB S3: 2020–2021-es UEFA-bajnokok ligája 3. selejtezőköréből (bajnoki/nem bajnoki ág);
  - B/NB S2: 2020–2021-es UEFA-bajnokok ligája 2. selejtezőköréből (bajnoki/nem bajnoki ág);
  - S1: 2020–2021-es UEFA-bajnokok ligája 1. selejtezőköréből;
  - ES D: 2020–2021-es UEFA-bajnokok ligája előselejtezőjének döntőjéből;
  - ES ED: 2020–2021-es UEFA-bajnokok ligája előselejtezőjének elődöntőjéből;
- F-x. / F-kgy.: Az „F” betűvel és mellette a helyezés számával/kupagyőztessel jelzett helyezések a Covid19-pandémia miatt félbeszakadt bajnokságokat/kupákat és az adott ország nemzeti szövetsége által megállapított helyezéseket jelentik.

| Forduló                    | Forduló                    | Csapatok                   | Csapatok                        | Csapatok                         | Csapatok                     |
| -------------------------- | -------------------------- | -------------------------- | ------------------------------- | -------------------------------- | ---------------------------- |
| R32                        | R32                        | Red Bull Salzburg (BL CS.) | Olimbiakósz (BL CS.)            | Krasznodar (BL CS.)              | Dinamo Kijiv (BL CS.)        |
| R32                        | R32                        | Sahtar Doneck (BL CS.)     | Ajax (BL CS.)                   | Club Brugge (BL CS.)             | Manchester United (BL CS.)   |
|                            |                            |                            |                                 |                                  |                              |
| CS                         | CS                         | Villarreal (5.)            | Real Sociedad (6.)              | Arsenal (kgy.)                   | Leicester City (5.)          |
| CS                         | CS                         | Napoli (kgy.)              | Roma (5.)                       | Bayer Leverkusen (5.)            | 1899 Hoffenheim (6.)         |
| CS                         | CS                         | Lille (4.)                 | Nice (5.)                       | CSZKA Moszkva (4.)               | Braga (3.)                   |
| CS                         | CS                         | Antwerp (kgy.)             | Zorja Luhanszk (3.)             | Sivasspor (4.)                   | Feyenoord (3.)               |
| CS                         | CS                         | Wolfsberger (3.)           | Sparta Praha (kgy.)             | Slavia Praha (BL B R.)           | Omónia                       |
| CS                         | CS                         | Molde (BL B R.)            | Makkabi Tel-Aviv (BL B R.)      | Gent (BL NB R.)                  | PAÓK (BL NB R.)              |
| CS                         | CS                         | Benfica (BL NB S3)         | AZ (BL NB S3)                   | Rapid Wien (BL NB S3)            |                              |
|                            |                            |                            |                                 |                                  |                              |
| R                          | B                          | Dinamo Zagreb (BL B S3)    | Young Boys (BL B S3)            | Crvena zvezda (BL B S3)          | Dinama Breszt (BL B S3)      |
| R                          | B                          | Qarabağ (BL B S3)          | Ludogorec Razgrad (BL B S2)[BL] | Tirana (BL B S2)[BL]             |                              |
|                            |                            |                            |                                 |                                  |                              |
| S3                         | B                          | Celtic (BL B S2)           | Legia Warszawa (BL B S2)        | CFR Cluj (BL B S2)               | Celje (BL B S2)              |
| S3                         | B                          | Sheriff Tiraspol (BL B S2) | Sarajevo (BL B S2)              | Sūduva (BL B S2)                 | KÍ (BL B S2)                 |
| S3                         | F                          | Rosztov (5.)               | Sporting CP (4.)                | Charleroi (F-3.)                 | Deszna Csernyihiv (4.)       |
| S3                         | F                          | Alanyaspor (5.)            | PSV Eindhoven (F-4.)            | LASK (4.)                        | AÉK (kgy.)                   |
| S3                         | F                          | Rijeka (3.)                | SønderjyskE (kgy.)              | St. Gallen (2.)                  | Anórthoszi Ammohósztu (F-2.) |
| S3                         | F                          | Vojvodina (kgy.)           | Beşiktaş (BL NB S2)             | Viktoria Plzeň (BL NB S2)        | Lokomotiva (BL NB S2)        |
|                            |                            |                            |                                 |                                  |                              |
| S2                         | B                          | Djurgårdens IF (BL B S1)   | Asztana (BL B S1)               | Slovan Bratislava (BL B S1)      | Sileks (BL B S1)             |
| S2                         | B                          | Dundalk (BL B S1)          | KuPS (BL B S1)                  | KR (BL B S1)                     | Riga (BL B S1)               |
| S2                         | B                          | Fola Esch (BL B S1)        | Ararat-Armenia (BL B S1)        | Floriana (BL B S1)               | Flora (BL B S1)              |
| S2                         | B                          | Dinamo Tbiliszi (BL B S1)  | Connah’s Quay Nomads (BL B S1)  | Budućnost Podgorica (BL B S1)    | Europa (BL B S1)             |
| S2                         | B                          | Linfield (BL B S1)         | Drita (BL ES D)                 | Inter Club d’Escaldes (BL ES ED) | Tre Fiori (BL ES ED)         |
| S2                         | F                          | Granada (7.)               | Tottenham Hotspur (6.)          | Milan (6.)                       | Wolfsburg (7.)               |
| S2                         | F                          | Reims (6.)                 | Gyinamo Moszkva (6.)            | Rio Ave (5.)                     | Standard Liège (5.)          |
| S2                         | F                          | Kolos Kovalivka (R.)       | Galatasaray (6.)                | Willem II (5.)                   | Hartberg (R.)                |
| S2                         | F                          | Jablonec (4.)              | Slovan Liberec (R.)             | Árisz (5.)                       | ÓFI Kréta (6.)               |
| S2                         | F                          | Osijek (4.)                | Hajduk Split (5.)               | København (2.)                   | Basel (3.)                   |
| S2                         | F                          | Rangers (F-2.)             | BATE Bariszav (kgy.)            | IFK Göteborg (kgy.)              | Viking (kgy.)                |
| S2                         | F                          | Kajszar (kgy.)             |                                 |                                  |                              |
|                            |                            |                            |                                 |                                  |                              |
| S1                         |                            |                            |                                 |                                  |                              |
| AGF (R.)                   | Servette (4.)              | APÓEL (F-3.)               | Apóllon Lemeszú (F-4.)          |                                  |                              |
| Partizan (2.)              | Topolya (4.)               | Motherwell (F-3.)          | Aberdeen (F-4.)                 |                                  |                              |
| Sahcjor Szalihorszk (3.)   | Dinama Minszk (4.)         | Malmö FF (2.)              | Hammarby IF (3.)                |                                  |                              |
| Bodø/Glimt (2.)            | Rosenborg (3.)             | Kajrat (2.)                | Ordabaszi (3.)                  |                                  |                              |
| Cracovia (kgy.)            | Lech Poznań (2.)           | Piast Gliwice (3.)         | Neftçi (F-2.)                   |                                  |                              |
| Keşla (F-3.)               | Sumgayit (F-4.)            | Hapóél Beér-Seva (kgy.)    | Makkabi Haifa (2.)              |                                  |                              |
| Bétár Jerusálajim (3.)     | Lokomotiv Plovdiv (kgy.)   | CSZKA Szofija (2.)         | Szlavija Szofija (R.)           |                                  |                              |
| FCSB (kgy.)                | Universitatea Craiova (2.) | FC Botoșani (4./5.)        | Žilina (2.)                     |                                  |                              |
| DAC Dunajská Streda (3.)   | Ružomberok (R.)            | Mura (kgy.)                | Maribor (2.)                    |                                  |                              |
| Olimpija (3.)              | Vaduz (F-kgy.)             | Budapest Honvéd (kgy.)     | Fehérvár (2.)                   |                                  |                              |
| Puskás Akadémia (3.)       | Skendija (F-3.)            | Renova (F-4.)              | Shkupi (F-5.)                   |                                  |                              |
| Sfântul Gheorghe (kgy.)    | Petrocub Hîncești (2.)     | Dinamo-Auto (4.)           | Teuta (kgy./5.)                 |                                  |                              |
| Kukësi (2.)                | Laçi (3.)                  | Shamrock Rovers (kgy.)     | Bohemians (3.)                  |                                  |                              |
| Derry City (4.)            | Ilves (kgy.)               | Inter Turku (2.)           | Honka (R.)                      |                                  |                              |
| Víkingur Reykjavík (kgy.)  | Breiðablik (2.)            | FH (3.)                    | Željezničar Sarajevo (F-2.)     |                                  |                              |
| Zrinjski Mostar (F-3.)     | Borac Banja Luka (F-4.)    | Žalgiris (2.)              | Riteriai (3.)                   |                                  |                              |
| Kauno Žalgiris (4.)        | RFS (kgy.)                 | Ventspils (3.)             | Valmiera (4.)                   |                                  |                              |
| Progrès Niederkorn (F-2.)  | Differdange 03 (F-3.)      | Union Titus Pétange (F-4.) | Noah (kgy.)                     |                                  |                              |
| Alashkert (3.)             | Sirak (4.)                 | Valletta (F-2.)            | Hibernians (F-3.)               |                                  |                              |
| Sirens (F-4.)              | FCI Levadia (2.)           | Nõmme Kalju (3.)           | Paide Linnameeskond (4.)        |                                  |                              |
| Szaburtalo Tbiliszi (kgy.) | Dinamo Batumi (2.)         | Lokomotiv Tbiliszi (4.)    | The New Saints (F-2.)           |                                  |                              |
| Bala Town (F-3.)           | Sutjeska Nikšić (F-2.)     |                            |                                 |                                  |                              |
|                            |                            |                            |                                 |                                  |                              |
| ES                         | ES                         | Barry Town United (F-4.)   | Iskra Danilovgrad (F-3.)        | Zeta (F-4.)                      | HB Tórshavn (kgy.)           |
| ES                         | ES                         | B36 Tórshavn (2.)          | NSÍ Runavík (3.)                | St. Joseph’s (F-2.)              | Lincoln Red Imps (F-3.)      |
| ES                         | ES                         | Glentoran (kgy.)           | Coleraine (F-2.)                | Pristina (kgy.)                  | Gjilani (2.)                 |
| ES                         | ES                         | FC Santa Coloma (2.)       | Engordany (3.)                  | Tre Penne (F-3.)                 | La Fiorita (F-4.)            |

Jegyzetek
↑ BL: Bajnoki ág: A Bajnokok Ligája 2. selejtezőkörének 10 kiesőjéből 2020. augusztus 31-én, az Európa-liga 2. selejtezőkörének sorsolása után két csapatot kisorsoltak, amelyek játék nélkül továbbjutottak a rájátszásba. 

## Fordulók és időpontok
A mérkőzések időpontjai a következők (az összes sorsolást az UEFA székházában Nyonban, Svájcban tartják. A selejtezők végéig egy mérkőzésen dől el a továbbjutás.
| Szakasz                  | Forduló            | Sorsolás dátuma      | 1. mérkőzés                                    | 2. mérkőzés                                    |
| ------------------------ | ------------------ | -------------------- | ---------------------------------------------- | ---------------------------------------------- |
| Selejtezők               | Előselejtező       | 2020. augusztus 9.   | 2020. augusztus 20.                            | nincs                                          |
| Selejtezők               | 1. forduló         | 2020. augusztus 10.  | 2020. augusztus 27.                            | nincs                                          |
| Selejtezők               | 2. forduló         | 2020. augusztus 31.  | 2020. szeptember 17.                           | nincs                                          |
| Selejtezők               | 3. forduló         | 2020. szeptember 1.  | 2020. szeptember 24.                           | nincs                                          |
| Selejtezők               | Rájátszás          | 2020. szeptember 18. | 2020. október 1.                               | nincs                                          |
| Csoportkör               | 1. mérkőzésnap     | 2020. október 2.     | 2020. október 22.                              | 2020. október 22.                              |
| Csoportkör               | 2. mérkőzésnap     | 2020. október 2.     | 2020. október 29.                              | 2020. október 29.                              |
| Csoportkör               | 3. mérkőzésnap     | 2020. október 2.     | 2020. november 5.                              | 2020. november 5.                              |
| Csoportkör               | 4. mérkőzésnap     | 2020. október 2.     | 2020. november 26.                             | 2020. november 26.                             |
| Csoportkör               | 5. mérkőzésnap     | 2020. október 2.     | 2020. december 3.                              | 2020. december 3.                              |
| Csoportkör               | 6. mérkőzésnap     | 2020. október 2.     | 2020. december 10.                             | 2020. december 10.                             |
| Egyenes kieséses szakasz | A 16 közé jutásért | 2020. december 14.   | 2021. február 18.                              | 2021. február 25.                              |
| Egyenes kieséses szakasz | Nyolcaddöntők      | 2021. február 26.    | 2021. március 11.                              | 2021. március 18.                              |
| Egyenes kieséses szakasz | Negyeddöntők       | 2021. március 19.    | 2021. április 8.                               | 2021. április 15.                              |
| Egyenes kieséses szakasz | Elődöntők          | 2021. március 19.    | 2021. április 29.                              | 2021. május 6.                                 |
| Egyenes kieséses szakasz | Döntő              | 2021. március 19.    | 2021. május 26., Gdańsk, Stadion Energa Gdańsk | 2021. május 26., Gdańsk, Stadion Energa Gdańsk |

Az előselejtezőtől a rájátszásig a mérkőzéseket zárt kapuk mögött játszották.

## A COVID–19-pandémiával kapcsolatos rendkívüli szabályok
A Covid19-pandémia miatt a következő speciális szabályokat alkalmazzák:
- Ha olyan utazási korlátozás van érvényben, amely megakadályozza, hogy a vendégcsapat belépjen a hazai csapat országába vagy visszatérjen a saját országába, akkor a mérkőzést semleges helyszínen vagy a vendég csapat országában kell lejátszani, ha ez lehetséges.
- Ha bármelyik csapat megtagadja a mérkőzés lejátszását, akkor a csapat elvesztette a mérkőzést. Ha mindkét csapat megtagadja a mérkőzés lejátszását, vagy felelős azért, mert a mérkőzés nem játszható le, akkor mindkét csapat kizárásra kerül.
- Ha egy csapatban olyan játékosok és/vagy tisztviselők vannak, akiknek a COVID–19 teszteredményük pozitív, akkor az adott csapat elvesztette a mérkőzést.

## Előselejtező
Az előselejtező sorsolását 2020. augusztus 9-én, 13 órától tartották.
Az előselejtezőben 16 csapat vett részt. A továbbjutás egy mérkőzésen dőlt el. A párosítások győztesei az 1. selejtezőkörbe jutottak.
| Kiemelt csapatok: - Lincoln Red Imps (5,250) - FC Santa Coloma (4,500) - B36 Tórshavn (3,750) - La Fiorita (3,000) - Tre Penne (2,250) - NSÍ Runavík (2,250) - HB Tórshavn (2,000) - Engordany (2,000) | Nem kiemelt csapatok: - St. Joseph’s (1,750) - Pristina (1,750) - Zeta (1,250) - Coleraine (1,250) - Barry Town United (1,000) - Glentoran (0,975) - Iskra Danilovgrad (0,875) - Gjilani (0,800) |

Párosítások
| 1. csapat        | Eredmény            | 2. csapat         |
| ---------------- | ------------------- | ----------------- |
| Tre Penne        | 1–3                 | Gjilani           |
| Lincoln Red Imps | 3–0 (áll.)[A]       | Pristina          |
| FC Santa Coloma  | 0–0 (h.u.) (t. 3–4) | Iskra Danilovgrad |
| Engordany        | 1–3                 | Zeta              |
| Glentoran        | 1–0                 | HB Tórshavn       |
| St. Joseph’s     | 1–2                 | B36 Tórshavn      |
| Coleraine        | 1–0                 | La Fiorita        |
| NSÍ Runavík      | 5–1                 | Barry Town United |

↑ A: A Lincoln Red Imps–Pristina előselejtező-mérkőzés eredeti kezdési időpontja 2020. augusztus 18., 18:00 volt. A mérkőzést augusztus 22-ére halasztották, mert a Pristina küldöttségének néhány tagjának a COVID–19 teszteredménye pozitív volt, és a gibraltári hatóságok az egész csapatot karanténra kötelezték. Az új időpontban sem játszották le a mérkőzést, mert a Pristina nyolc játékosának COVID–19 teszteredménye pozitív volt, és a gibraltári hatóságok a teljes második csapatot karanténra kötelezték. A Lincoln Red Imps 3–0 arányú megállapított eredménnyel nyerte a találkozót. 

## Selejtező

### 1. selejtezőkör
Az 1. selejtezőkör 94 csapat vett részt. A továbbjutás egy mérkőzésen dőlt el.
- T: Az 1. selejtezőkörből továbbjutott csapat, a sorsoláskor nem volt ismert.
- A dőlt betűvel írt csapatok az 1. selejtezőkörben egy magasabb együtthatóval rendelkező csapat ellen győztek, és az ellenfél együtthatóját hozták magukkal.

| Kiemelt csapatok: - APÓEL (27,500) - Malmö FF (22,000) - Partizan (22,000) - FCSB (20,500) - Maribor (14,000) - Hapóél Beér-Seva (14,000) - Rosenborg (13,500) - Apóllon Lemeszú (12,500) - Fehérvár (10,500) - Skendija (7,250) - The New Saints (7,000) - Dinama Minszk (7,000) - Lech Poznań (7,000) - Aberdeen (6,500) - Zrinjski Mostar (6,250) - Alashkert (6,000) - Kajrat (6,000) - Žalgiris (6,000) - AGF (5,800) - Motherwell (5,575) - Vaduz (5,500) - Kukësi (5,500) - Valletta (5,250) - Ventspils (5,250) - Olimpija (5,250) - Lincoln Red Imps (5,250) (T) - Servette (5,240) - Topolya (5,100) - Universitatea Craiova (5,000) - Nõmme Kalju (5,000) - Sahcjor Szalihorszk (4,750) - Hammarby IF (4,550) - Iskra Danilovgrad (4,500) (T) - FH (4,500) - Bodø/Glimt (4,350) - Progrès Niederkorn (4,250) - Riteriai (4,250) - CSZKA Szofija (4,000) - Sutjeska Nikšić (4,000) - Budapest Honvéd (4,000) - Makkabi Haifa (3,925) - Bétár Jerusálajim (3,925) - Ordabaszi (3,850) - Neftçi (3,750) - Shamrock Rovers (3,750) - B36 Tórshavn (3,750) (T) - Keşla (3,750) | Nem kiemelt csapatok: - Sumgayit (3,750) - Lokomotiv Plovdiv (3,475) - Szlavija Szofija (3,475) - FC Botoșani (3,340) - Piast Gliwice (3,325) - Cracovia (3,325) - FCI Levadia (3,250) - Hibernians (3,250) - DAC Dunajská Streda (3,175) - Ružomberok (3,175) - Žilina (3,175) - Coleraine (3,000) (T) - Željezničar Sarajevo (3,000) - Laçi (2,750) - Mura (2,600) - Puskás Akadémia (2,575) - Gjilani (2,250) (T) - NSÍ Runavík (2,250) (T) - Szaburtalo Tbiliszi (2,000) - Glentoran (2,000) (T) - Shkupi (2,000) - Petrocub Hîncești (2,000) - Zeta (2,000) (T) - Differdange 03 (1,600) - Union Titus Pétange (1,600) - Kauno Žalgiris (1,575) - RFS (1,525) - Sirak (1,525) - Noah (1,525) - Valmiera (1,525) - Teuta (1,475) - Renova (1,475) - Borac Banja Luka (1,375) - Sfântul Gheorghe (1,350) - Dinamo-Auto (1,350) - Derry City (1,340) - Bohemians (1,340) - Inter Turku (1,300) - Ilves (1,300) - Honka (1,300) - Breiðablik (1,250) - Bala Town (1,250) - Dinamo Batumi (1,150) - Lokomotiv Tbiliszi (1,150) - Sirens (1,150) - Víkingur Reykjavík (1,075) - Paide Linnameeskond (0,875) |

1. 1 2  A 2020. augusztus 8-i koefficiens alapján (AGF: 5,800,  Servette: 5,240).[1]

Párosítások
Az 1. selejtezőkör sorsolását 2020. augusztus 9-én, 13 órától tartották. A mérkőzéseket 2020. augusztus 25-én, 26-án és 27-én játszották. A párosítások győztesei a 2. selejtezőkörbe jutottak.
| 1. csapat           | Eredmény              | 2. csapat             |
| ------------------- | --------------------- | --------------------- |
| Maribor             | 1–1 (h.u.) (t. 4–5)   | Coleraine             |
| Olimpija Ljubljana  | 2–1 (h.u.)            | Víkingur Reykjavík    |
| B36 Tórshavn        | 4–3 (h.u.)            | FCI Levadia           |
| Riteriai            | 3–2 (h.u.)            | Derry City            |
| Žalgiris            | 2–0                   | Paide Linnameeskond   |
| Budapest Honvéd     | 2–1 (h.u.)            | Inter Turku           |
| Zrinjski Mostar     | 3–0                   | Differdange 03        |
| Valletta            | 0–1                   | Bala Town             |
| Lincoln Red Imps    | 2–0                   | Union Titus Pétange   |
| Rosenborg           | 4–2                   | Breiðablik            |
| Aberdeen            | 6–0                   | NSÍ Runavík           |
| Motherwell          | 5–1                   | Glentoran             |
| Hammarby IF         | 3–0                   | Puskás Akadémia       |
| Malmö FF            | 2–0                   | Cracovia              |
| Kukësi              | 2–1                   | Szlavija Szofija      |
| Ventspils           | 2–1                   | Dinamo-Auto           |
| Sahcjor Szalihorszk | 0–0 (h.u.) (t. 1–4)   | Sfântul Gheorghe      |
| Dinama Minszk       | 0–2                   | Piast Gliwice         |
| AGF                 | 5–2                   | Honka                 |
| Shamrock Rovers     | 2–2 (h.u.) (t. 12–11) | Ilves                 |
| FH                  | 0–2                   | DAC Dunajská Streda   |
| The New Saints      | 3–1 (h.u.)            | Žilina                |
| Vaduz               | 0–2                   | Hibernians            |
| Servette            | 3–0                   | Ružomberok            |
| Neftçi              | 2–1                   | Shkupi                |
| Keşla               | 0–0 (h.u.) (t. 4–5)   | Laçi                  |
| Hapóél Beér-Seva    | 3–0                   | Dinamo Batumi         |
| Nõmme Kalju         | 0–4                   | Mura                  |
| Bodø/Glimt          | 6–1                   | Kauno Žalgiris        |
| Fehérvár            | 1–1 (h.u.) (t. 4–2)   | Bohemians             |
| Apóllon Lemeszú     | 5–1                   | Szaburtalo Tbiliszi   |
| Makkabi Haifa       | 3–1                   | Željezničar           |
| Alashkert           | 0–1                   | Renova                |
| Partizan            | 1–0                   | RFS                   |
| Lech Poznań         | 3–0                   | Valmiera              |
| Ordabaszi           | 1–2                   | Botoșani              |
| FCSB                | 3–0                   | Sirak                 |
| Progrès Niederkorn  | 3–0                   | Zeta                  |
| CSZKA Szofija       | 2–1                   | Sirens                |
| Petrocub Hîncești   | 0–2                   | Topolya               |
| Sumqayıt            | 0–2                   | Skendija              |
| Kajrat              | 4–1                   | Noah                  |
| Lokomotiv Tbiliszi  | 2–1                   | Universitatea Craiova |
| Teuta               | 2–0                   | Bétár Jerusálajim     |
| Borac Banja Luka    | 1–0                   | Sutjeska Nikšić       |
| Iskra Danilovgrad   | 0–1                   | Lokomotiv Plovdiv     |
| Gjilani             | 0–2 (h.u.)            | APÓEL                 |

### 2. selejtezőkör
A 2. selejtezőkör két ágból állt. A bajnokcsapatok ágán 20 csapat vett részt. A nem bajnokcsapatok ágán 72 csapat vett részt. A továbbjutás egy mérkőzésen dőlt el.
- T: Az 1. selejtezőkörből továbbjutott/kiesett csapat, a sorsoláskor nem volt ismert.
- A dőlt betűvel írt csapatok az 1. selejtezőkörben egy magasabb együtthatóval rendelkező csapat ellen győztek, és az ellenfél együtthatóját hozták magukkal.

Bajnoki ág
| Kiemelt csapatok: - Asztana (29,000) - Dundalk (8,500) - Dinamo Tbiliszi (4,750) - Fola Esch (4,750) - Djurgårdens IF (4,550) - Linfield (4,250) - Budućnost Podgorica (4,250) - Flora (4,000) - Riga (3,500) - Connah’s Quay Nomads (3,250) - Europa (2,750) - Ararat-Armenia (2,500) - KuPS (2,500) - KR (2,500) - Sileks (1,475) - Tirana (1,475) - Floriana (1,150) | Nem kiemelt csapatok: - Tre Fiori - Drita - Inter Club d’Escaldes |

Főág
| Kiemelt csapatok: - Tottenham Hotspur (85,000) - Basel (58,500) - København (42,000) - VfL Wolfsburg (36,000) - APÓEL (27,500) - BATE Bariszav (24,000) - Galatasaray (23,500) - Malmö FF (22,000) - Partizan (22,000) - Standard Liège (20,500) - FCSB (20,500) - Granada (20,456) - Milan (19,000) - Rangers (16,250) - Hapóél Beér-Seva (14,000) - Rosenborg (13,500) - Apóllon Lemeszú (12,500) - Reims (11,849) - Fehérvár (10,500) - Rio Ave (9,889) - Gyinamo Moszkva (9,109) - Slovan Liberec (8,000) - Hajduk Split (7,500) - Skendija (7,250) - Kolos Kovalivka (7,220) - Willem II (7,150) - Jablonec (7,000) - The New Saints (7,000) - Lech Poznań (7,000) - Hartberg (6,585) - Aberdeen (6,500) - Zrinjski Mostar (6,250) - Kajrat (6,000) - Žalgiris (6,000) - AGF (5,850) - Motherwell (5,575) | Nem kiemelt csapatok: - Kukësi (5,500) - Servette (5,280) - Árisz (5,260) - ÓFI (5,260) - Ventspils (5,250) - Olimpija (5,250) - Lincoln Red Imps (5,250) - Topolya (5,100) - Mura (5,000) (T) - Osijek (4,975) - IFK Göteborg (4,550) - Hammarby IF (4,550) - Viking (4,350) - Bodø/Glimt (4,350) - Progrès Niederkorn (4,250) - Riteriai (4,250) - CSZKA Szofija (4,000) - Budapest Honvéd (4,000) - Makkabi Haifa (3,925) (T) - Kajszar (3,850) - Neftçi (3,750) - Shamrock Rovers (3,750) - B36 Tórshavn (3,750) - Lokomotiv Plovdiv (3,475) - FC Botoșani (3,340) - Piast Gliwice (3,325) - Hibernians (3,250) - DAC Dunajská Streda (3,175) - Laçi (2,750) - Renova (1,475) - Teuta (1,475) - Borac Banja Luka (1,375) - Sfântul Gheorghe (1,350) - Coleraine (1,250) - Bala Town (1,250) - Lokomotiv Tbiliszi (1,150) |

1. 1 2  A 2. selejtezőkör sorsolásához Mura–Nõmme Kalju és a Makkabi Haifa–Željezničar párosításoknál a Nõmme Kalju (5,000) és a Makkabi Haifa (3,925) együtthatóit vették figyelembe, mert ezeket a mérkőzéseket a sorsolást követően játszották le.

Párosítások
A 2. selejtezőkör sorsolását 2020. augusztus 31-én, 13 órától tartották. A mérkőzéseket 2020. szeptember 16-án és 17-én játszották. A párosítások győztesei a 3. selejtezőkörbe jutottak.
Bajnoki ág
| 1. csapat             | Eredmény            | 2. csapat           |
| --------------------- | ------------------- | ------------------- |
| Inter Club d’Escaldes | 0–1                 | Dundalk             |
| KuPS                  | 1–1 (h.u.) (t. 4–3) | Slovan Bratislava   |
| Linfield              | 0–1                 | Floriana            |
| Riga                  | 1–0                 | Tre Fiori           |
| Djurgårdens IF        | 2–1                 | Europa              |
| Flora                 | 2–1                 | KR                  |
| Sileks                | 0–2                 | Drita               |
| Asztana               | 0–1                 | Budućnost Podgorica |
| Ararat-Armenia        | 4–3 (h.u.)          | Fola Esch           |
| Connah’s Quay Nomads  | 0–1                 | Dinamo Tbiliszi     |

Főág
| 1. csapat           | Eredmény            | 2. csapat         |
| ------------------- | ------------------- | ----------------- |
| Hammarby IF         | 0–3                 | Lech Poznań       |
| Kajszar             | 1–4                 | APÓEL             |
| Mura                | 3–0                 | AGF               |
| Makkabi Haifa       | 2–1                 | Kajrat            |
| Lokomotiv Tbiliszi  | 2–1                 | Gyinamo Moszkva   |
| Neftçi              | 1–3                 | Galatasaray       |
| B36 Tórshavn        | 2–2 (h.u.) (t. 5–4) | The New Saints    |
| Coleraine           | 2–2 (h.u.) (t. 0–3) | Motherwell        |
| IFK Göteborg        | 1–2                 | København         |
| Topolya             | 6–6 (h.u.) (t. 4–5) | FCSB              |
| Teuta               | 0–4                 | Granada           |
| ÓFI                 | 0–1                 | Apóllon Lemeszú   |
| Progrès Niederkorn  | 0–5                 | Willem II         |
| Viking              | 0–2                 | Aberdeen          |
| Standard de Liège   | 2–0                 | Bala Town         |
| Sfântul Gheorghe    | 0–1 (h.u.)          | Partizan          |
| CSZKA Szofija       | 2–0                 | BATE Bariszav     |
| Botoșani            | 0–1                 | Skendija          |
| Lokomotiv Plovdiv   | 1–2                 | Tottenham Hotspur |
| Laçi                | 1–2                 | Hapóél Beér-Seva  |
| Árisz               | 1–2                 | Kolos Kovalivka   |
| Budapest Honvéd     | 0–2                 | Malmö FF          |
| Ventspils           | 1–5                 | Rosenborg         |
| Riteriai            | 1–5                 | Slovan Liberec    |
| Lincoln Red Imps    | 0–5                 | Rangers           |
| Servette            | 0–1                 | Reims             |
| Borac Banja Luka    | 0–2                 | Rio Ave           |
| Renova              | 0–1                 | Hajduk Split      |
| Olimpija Ljubljana  | 2–3 (h.u.)          | Zrinjski Mostar   |
| Kukësi              | 0–4                 | VfL Wolfsburg     |
| DAC Dunajská Streda | 5–3 (h.u.)          | Jablonec          |
| Piast Gliwice       | 3–2                 | Hartberg          |
| Osijek              | 1–2                 | Basel             |
| Shamrock Rovers     | 0–2                 | Milan             |
| Hibernians          | 0–1                 | Fehérvár          |
| Bodø/Glimt          | 3–1                 | Žalgiris          |

### 3. selejtezőkör
A 3. selejtezőkör két ágból állt. A bajnoki ágon 18 csapat vett részt. A kiemeltek közül két csapatot kisorsoltak, amelyek játék nélkül a rájátszásba kerültek. A főágon 52 csapat vett részt. A továbbjutás egy mérkőzésen dőlt el. 
- T: A 2. selejtezőkörből továbbjutott csapat, a sorsoláskor nem volt ismert.
- A dőlt betűvel írt csapatok a 2. selejtezőkörben egy magasabb együtthatóval rendelkező csapat ellen győztek, és az ellenfél együtthatóját hozták magukkal.

Bajnoki ág
Játék nélkül továbbjutott (sorsolással meghatározott csapatok):
- Ludogorec Razgrad (26,000)
- Tirana (1,475)

| Kiemelt csapatok: - Celtic (34,000) - Legia Warszawa (17,000) - Sheriff Tiraspol (12,750) - CFR Cluj (12,500) - Sūduva (6,750) - Sarajevo (4,750) - KÍ (2,750) - Celje (2,600) | Nem kiemelt csapatok: - Dundalk (8,500) - Dinamo Tbiliszi (4,750) - Djurgårdens IF (4,550) - Budućnost Podgorica (4,250) - Flora (4,000) - Riga (3,500) - Ararat-Armenia (2,500) - KuPS (2,500) - Drita (1,500) - Floriana (1,150) |

Főág
| Kiemelt csapatok: - Tottenham Hotspur (85,000) (T) - Basel (58,500) (T) - Beşiktaş (54,000) - Sporting CP (50,000) - København (42,000) (T) - PSV Eindhoven (37,000) - VfL Wolfsburg (36,000) (T) - Viktoria Plzeň (34,000) - APÓEL (27,500) (T) - CSZKA Szofija (24,000) (T) - Galatasaray (23,500) (T) - Partizan (22,000) (T) - Malmö FF (22,000) (T) - Standard Liège (20,500) (T) - FCSB (20,500) (T) - Granada (20,456) (T) - Milan (19,000) (T) - AÉK (16,500) - Rangers (16,250) (T) - LASK (14,000) - Hapóél Beér-Seva (14,000) (T) - Rosenborg (13,500) (T) - Apóllon Lemeszú (12,500) (T) - Rosztov (12,000) - Reims (11,849) (T) - Rijeka (11,000) | Nem kiemelt csapatok: - Fehérvár (10,500) (T) - Rio Ave (9,889) (T) - Lokomotiv Tbiliszi (9,109) (T) - Slovan Liberec (8,000) (T) - Charleroi (7,580) - Hajduk Split (7,500) (T) - Skendija (7,250) (T) - Deszna Csernyihiv (7,220) - Kolos Kovalivka (7,220) (T) - Willem II (7,150) (T) - DAC Dunajská Streda (7,000) (T) - B36 Tórshavn (7,000) (T) - Lech Poznań (7,000) (T) - Alanyaspor (6,720) - Piast Gliwice (6,585) (T) - Aberdeen (6,500) (T) - Zrinjski Mostar (6,250) (T) - Makkabi Haifa (6,000) (T) - Bodø/Glimt (6,000) (T) - SønderjyskE (5,850) - Mura (5,850) (T) - Motherwell (5,575) (T) - Anórthoszi Ammohósztu (5,350) - St. Gallen (5,280) - Vojvodina (5,100) - Lokomotiva (4,975) |

Párosítások
A 3. selejtezőkör sorsolását 2020. szeptember 1-jén, 13 órától tartották. A mérkőzéseket 2020. szeptember 23-án és 24-én játszották. A párosítások győztesei a rájátszásba jutottak.
Bajnoki ág
| 1. csapat         | Eredmény            | 2. csapat           |
| ----------------- | ------------------- | ------------------- |
| Tirana            | kiemelt             |                     |
| Ludogorec Razgrad | kiemelt             |                     |
| Sarajevo          | 2–1                 | Budućnost Podgorica |
| Sheriff Tiraspol  | 1–1 (h.u.) (t. 3–5) | Dundalk             |
| Ararat-Armenia    | 1–0 (h.u.)          | Celje               |
| Riga              | 0–1                 | Celtic              |
| KuPS              | 2–0                 | Sūduva              |
| Legia Warszawa    | 2–0                 | Drita               |
| KÍ                | 6–1                 | Dinamo Tbiliszi     |
| Djurgårdens IF    | 0–1                 | CFR Cluj            |
| Floriana          | 0–0 (h.u.) (t. 2–4) | Flora               |

Főág
| 1. csapat        | Eredmény            | 2. csapat           |
| ---------------- | ------------------- | ------------------- |
| Mura             | 1–5                 | PSV Eindhoven       |
| Malmö FF         | 5–0                 | Lokomotiva          |
| Sporting CP      | 1–0                 | Aberdeen            |
| Charleroi        | 2–1 (h.u.)          | Partizan            |
| Rosenborg        | 1–0                 | Alanyaspor          |
| VfL Wolfsburg    | 2–0                 | Deszna Csernyihiv   |
| Fehérvár         | 0–0 (h.u.) (t. 4–1) | Reims               |
| Granada          | 2–0                 | Lokomotiv Tbiliszi  |
| Rijeka           | 2–0 (h.u.)          | Kolos Kovalivka     |
| St. Gallen       | 0–1                 | AÉK                 |
| LASK             | 7–0                 | DAC Dunajská Streda |
| Milan            | 3–2                 | Bodø/Glimt          |
| Skendija         | 1–3                 | Tottenham Hotspur   |
| Standard Liège   | 2–1 (h.u.)          | Vojvodina           |
| Rosztov          | 1–2                 | Makkabi Haifa       |
| Willem II        | 0–4                 | Rangers             |
| Apóllon Lemeszú  | 0–5                 | Lech Poznań         |
| Beşiktaş         | 1–1 (h.u.) (t. 2–4) | Rio Ave             |
| FCSB             | 0–2                 | Slovan Liberec      |
| Hapóél Beér-Seva | 3–0                 | Motherwell          |
| København        | 3–0                 | Piast Gliwice       |
| Basel            | 3–2                 | Anórthoszisz        |
| Galatasaray      | 2–0                 | Hajduk Split        |
| Viktoria Plzeň   | 3–0                 | SønderjyskE         |
| APÓEL            | 2–2 (h.u.) (t. 4–2) | Zrinjski Mostar     |
| CSZKA Szofija    | 3–1                 | B36 Tórshavn        |

## Rájátszás
A rájátszás két ágból állt. A bajnoki ágon 16 csapat, a főágon 26 csapat vett részt. A továbbjutás egy mérkőzésen dőlt el.
- T: A 3. selejtezőkörből továbbjutott csapat, a sorsoláskor nem volt ismert.
- A dőlt betűvel írt csapatok a 3. selejtezőkörben egy magasabb együtthatóval rendelkező csapat ellen győztek, és az ellenfél együtthatóját hozták magukkal.

Bajnoki ág
| Kiemelt csapatok: - Dinamo Zagreb (33,500) - Young Boys (25,500) - Crvena zvezda (22,750) - Qarabağ (21,000) - Dinama Breszt (3,775) | Nem kiemelt csapatok: - Celtic (34,000) - Ludogorec Razgrad (26,000) - Legia Warszawa (17,000) - CFR Cluj (12,500) - Dundalk (8,500) - Sarajevo (4,750) - Flora (4,000) - KÍ (2,750) - Ararat-Armenia (2,500) - KuPS (2,500) - Tirana (1,475) |

Főág
| Kiemelt csapatok: - Tottenham Hotspur (85,000) (T) - Basel (58,500) (T) - Rio Ave (54,000) (T) - Sporting CP (50,000) (T) - København (42,000) (T) - PSV Eindhoven (37,000) (T) - VfL Wolfsburg (36,000) (T) - Viktoria Plzeň (34,000) (T) - APÓEL (27,500) (T) - Galatasaray (23,500) (T) - Charleroi (22,000) (T) - Malmö FF (22,000) (T) - Standard Liège (20,500) (T) | Nem kiemelt csapatok: - Slovan Liberec (20,500) (T) - Granada (20,456) (T) - Milan (19,000) (T) - AÉK (16,500) (T) - Rangers (16,250) (T) - LASK (14,000) (T) - Hapóél Beér-Seva (14,000) (T) - Rosenborg (13,500) (T) - Lech Poznań (12,500) (T) - Makkabi Haifa (12,000) (T) - Fehérvár (11,849) (T) - Rijeka (11,000) (T) - CSZKA Szofija (4,000) (T) |

Párosítások
A rájátszás sorsolását 2020. szeptember 18-án, 14 órától tartották. A mérkőzéseket 2020. október 1-jén játszották. A párosítások győztesei a csoportkörbe jutottak.
Bajnoki ág
| 1. csapat      | Eredmény | 2. csapat         |
| -------------- | -------- | ----------------- |
| Young Boys     | 3–0      | Tirana            |
| Dinamo Zagreb  | 3–1      | Flora             |
| CFR Cluj       | 3–1      | KuPS              |
| Ararat-Armenia | 1–2      | Crvena zvezda     |
| Dinama Breszt  | 0–2      | Ludogorec Razgrad |
| Sarajevo       | 0–1      | Celtic            |
| Legia Warszawa | 0–3      | Qarabağ           |
| Dundalk        | 3–1      | KÍ                |

Főág
| 1. csapat         | Eredmény            | 2. csapat      |
| ----------------- | ------------------- | -------------- |
| Hapóél Beér-Seva  | 1–0                 | Viktoria Plzeň |
| Basel             | 1–3                 | CSZKA Szofija  |
| Rio Ave           | 0–0 (h.u.) (t. 8–9) | Milan          |
| Rosenborg         | 0–2                 | PSV Eindhoven  |
| Sporting CP       | 1–4                 | LASK           |
| København         | 0–1                 | Rijeka         |
| AÉK               | 2–1                 | VfL Wolfsburg  |
| Charleroi         | 1–2                 | Lech Poznań    |
| Malmö FF          | 1–3                 | Granada        |
| Tottenham Hotspur | 7–2                 | Makkabi Haifa  |
| Slovan Liberec    | 1–0                 | APÓEL          |
| Standard Liège    | 3–1                 | Fehérvár       |
| Rangers           | 2–1                 | Galatasaray    |

## Csoportkör
A csoportkörben 48 csapat vett részt.
A csapatokat 4 kalapba sorolták be, az UEFA-együtthatójuk sorrendjében. A 48 csapatot 12 darab négycsapatos csoportba sorsolták. Azonos nemzetű együttesek, illetve politikai okok miatt, az orosz és ukrán csapatok nem voltak sorsolhatók azonos csoportba.
A csapatok oda-visszavágós körmérkőzéses rendszerben mérkőztek. A csoportok első két helyezettje az egyenes kieséses szakaszba jutott.
Az alábbi csapatok vettek részt a csoportkörben:
- 18 csapat ebben a körben lépett be
- 21 győztes csapat a rájátszásból (8 a bajnoki ágról, 13 a főágról)
- 6 vesztes csapat a UEFA-bajnokok ligája rájátszásából (4 a bajnoki ágról, 2 a nem bajnoki ágról)
- 3 vesztes csapat a UEFA-bajnokok ligája 3. selejtezőkörének nem bajnoki ágáról

| 1. kalap - Arsenal (91,000) - Tottenham Hotspur (85,000) - Roma (80,000) - Napoli (77,000) - Benfica (70,000) - Bayer Leverkusen (61,000) - Villarreal (56,000) - CSZKA Moszkva (44,000) - Braga (41,000) - Gent (39,500) - PSV Eindhoven (37,000) - Celtic (34,000) 2. kalap - Dinamo Zagreb (33,500) - Sparta Praha (30,500) - Slavia Praha (27,500) - Ludogorec Razgrad (26,000) - Young Boys (25,500) - Crvena zvezda (22,750) - Rapid Wien (22,000) - Leicester City (22,000) - Qarabağ (21,000) - PAÓK (21,000) - Standard Liège (20,500) - Real Sociedad (20,456) | 3. kalap - Granada (20,456) - Milan (19,000) - AZ (18,500) - Feyenoord (17,000) - AÉK (16,500) - Makkabi Tel-Aviv (16,500) - Rangers (16,250) - Molde (15,000) - 1899 Hoffenheim (14,956) - LASK (14,000) - Hapóél Beér-Seva (14,000) - CFR Cluj (12,500) 4. kalap - Zorja Luhanszk (12,500) - Lille (11,849) - Nice (11,849) - Rijeka (11,000) - Dundalk (8,500) - Slovan Liberec (8,000) - Antwerp (7,580) - Lech Poznań (7,000) - Sivasspor (6,720) - Wolfsberger AC (6,585) - Omónia (5,350) - CSZKA Szofija (4,000) |

### A csoport
| Hely. | Csapat        | M | Gy | D | V | G+ | G– | Gk | P  | Továbbjutás                                |     | ROM | YB  | CLJ | CSS |
| ----- | ------------- | - | -- | - | - | -- | -- | -- | -- | ------------------------------------------ | --- | --- | --- | --- | --- |
| 1.    | Roma          | 6 | 4  | 1 | 1 | 13 | 5  | +8 | 13 | Továbbjutott az egyenes kieséses szakaszba |     | —   | 3–1 | 5–0 | 0–0 |
| 2.    | Young Boys    | 6 | 3  | 1 | 2 | 9  | 7  | +2 | 10 | Továbbjutott az egyenes kieséses szakaszba |     | 1–2 | —   | 2–1 | 3–0 |
| 3.    | CFR Cluj      | 6 | 1  | 2 | 3 | 4  | 10 | −6 | 5  |                                            |     | 0–2 | 1–1 | —   | 0–0 |
| 4.    | CSZKA Szofija | 6 | 1  | 2 | 3 | 3  | 7  | −4 | 5  |                                            | 3–1 | 0–1 | 0–2 | —   |     |

1. 1 2  Egymás elleni pontok: CFR Cluj 4, CSZKA Szofija 1.

### B csoport
| Hely. | Csapat     | M | Gy | D | V | G+ | G– | Gk  | P  | Továbbjutás                                |     | ARS | MOL | RW  | DUN |
| ----- | ---------- | - | -- | - | - | -- | -- | --- | -- | ------------------------------------------ | --- | --- | --- | --- | --- |
| 1.    | Arsenal    | 6 | 6  | 0 | 0 | 20 | 5  | +15 | 18 | Továbbjutott az egyenes kieséses szakaszba |     | —   | 4–1 | 4–1 | 3–0 |
| 2.    | Molde      | 6 | 3  | 1 | 2 | 9  | 11 | −2  | 10 | Továbbjutott az egyenes kieséses szakaszba |     | 0–3 | —   | 1–0 | 3–1 |
| 3.    | Rapid Wien | 6 | 2  | 1 | 3 | 11 | 13 | −2  | 7  |                                            |     | 1–2 | 2–2 | —   | 4–3 |
| 4.    | Dundalk    | 6 | 0  | 0 | 6 | 8  | 19 | −11 | 0  |                                            | 2–4 | 1–2 | 1–3 | —   |     |

### C csoport
| Hely. | Csapat           | M | Gy | D | V | G+ | G– | Gk  | P  | Továbbjutás                                |     | LEV | SLP | HPS | NCE |
| ----- | ---------------- | - | -- | - | - | -- | -- | --- | -- | ------------------------------------------ | --- | --- | --- | --- | --- |
| 1.    | Bayer Leverkusen | 6 | 5  | 0 | 1 | 21 | 8  | +13 | 15 | Továbbjutott az egyenes kieséses szakaszba |     | —   | 4–0 | 4–1 | 6–2 |
| 2.    | Slavia Praha     | 6 | 4  | 0 | 2 | 11 | 10 | +1  | 12 | Továbbjutott az egyenes kieséses szakaszba |     | 1–0 | —   | 3–0 | 3–2 |
| 3.    | Hapóél Beér-Seva | 6 | 2  | 0 | 4 | 7  | 13 | −6  | 6  |                                            |     | 2–4 | 3–1 | —   | 1–0 |
| 4.    | Nice             | 6 | 1  | 0 | 5 | 8  | 16 | −8  | 3  |                                            | 2–3 | 1–3 | 1–0 | —   |     |

### D csoport
| Hely. | Csapat         | M | Gy | D | V | G+ | G– | Gk | P  | Továbbjutás                                |     | RAN | BEN | STL | LCH |
| ----- | -------------- | - | -- | - | - | -- | -- | -- | -- | ------------------------------------------ | --- | --- | --- | --- | --- |
| 1.    | Rangers        | 6 | 4  | 2 | 0 | 13 | 7  | +6 | 14 | Továbbjutott az egyenes kieséses szakaszba |     | —   | 2–2 | 3–2 | 1–0 |
| 2.    | Benfica        | 6 | 3  | 3 | 0 | 18 | 9  | +9 | 12 | Továbbjutott az egyenes kieséses szakaszba |     | 3–3 | —   | 3–0 | 4–0 |
| 3.    | Standard Liège | 6 | 1  | 1 | 4 | 7  | 14 | −7 | 4  |                                            |     | 0–2 | 2–2 | —   | 2–1 |
| 4.    | Lech Poznań    | 6 | 1  | 0 | 5 | 6  | 14 | −8 | 3  |                                            | 0–2 | 2–4 | 3–1 | —   |     |

### E csoport
| Hely. | Csapat        | M | Gy | D | V | G+ | G– | Gk | P  | Továbbjutás                                |     | PSV | GRA | PAÓK | OMÓ |
| ----- | ------------- | - | -- | - | - | -- | -- | -- | -- | ------------------------------------------ | --- | --- | --- | ---- | --- |
| 1.    | PSV Eindhoven | 6 | 4  | 0 | 2 | 12 | 9  | +3 | 12 | Továbbjutott az egyenes kieséses szakaszba |     | —   | 1–2 | 3–2  | 4–0 |
| 2.    | Granada       | 6 | 3  | 2 | 1 | 6  | 3  | +3 | 11 | Továbbjutott az egyenes kieséses szakaszba |     | 0–1 | —   | 0–0  | 2–1 |
| 3.    | PAÓK          | 6 | 1  | 3 | 2 | 8  | 7  | +1 | 6  |                                            |     | 4–1 | 0–0 | —    | 1–1 |
| 4.    | Omónia        | 6 | 1  | 1 | 4 | 5  | 12 | −7 | 4  |                                            | 1–2 | 0–2 | 2–1 | —    |     |

### F csoport
| Hely. | Csapat        | M | Gy | D | V | G+ | G– | Gk | P  | Továbbjutás                                |     | NAP | RS  | AZ  | RJK |
| ----- | ------------- | - | -- | - | - | -- | -- | -- | -- | ------------------------------------------ | --- | --- | --- | --- | --- |
| 1.    | Napoli        | 6 | 3  | 2 | 1 | 7  | 4  | +3 | 11 | Továbbjutott az egyenes kieséses szakaszba |     | —   | 1–1 | 0–1 | 2–0 |
| 2.    | Real Sociedad | 6 | 2  | 3 | 1 | 5  | 4  | +1 | 9  | Továbbjutott az egyenes kieséses szakaszba |     | 0–1 | —   | 1–0 | 2–2 |
| 3.    | AZ            | 6 | 2  | 2 | 2 | 7  | 5  | +2 | 8  |                                            |     | 1–1 | 0–0 | —   | 4–1 |
| 4.    | Rijeka        | 6 | 1  | 1 | 4 | 6  | 12 | −6 | 4  |                                            | 1–2 | 0–1 | 2–1 | —   |     |

### G csoport
| Hely. | Csapat         | M | Gy | D | V | G+ | G– | Gk | P  | Továbbjutás                                |     | LEI | BRA | ZOR | AEK |
| ----- | -------------- | - | -- | - | - | -- | -- | -- | -- | ------------------------------------------ | --- | --- | --- | --- | --- |
| 1.    | Leicester City | 6 | 4  | 1 | 1 | 14 | 5  | +9 | 13 | Továbbjutott az egyenes kieséses szakaszba |     | —   | 4–0 | 3–0 | 2–0 |
| 2.    | Braga          | 6 | 4  | 1 | 1 | 14 | 10 | +4 | 13 | Továbbjutott az egyenes kieséses szakaszba |     | 3–3 | —   | 2–0 | 3–0 |
| 3.    | Zorja Luhanszk | 6 | 2  | 0 | 4 | 6  | 11 | −5 | 6  |                                            |     | 1–0 | 1–2 | —   | 1–4 |
| 4.    | AÉK            | 6 | 1  | 0 | 5 | 7  | 15 | −8 | 3  |                                            | 1–2 | 2–4 | 0–3 | —   |     |

1. 1 2  Egymás elleni pontok: Leicester City 4, Braga 1.

### H csoport
| Hely. | Csapat       | M | Gy | D | V | G+ | G– | Gk | P  | Továbbjutás                                |     | MIL | LIL | SPP | CEL |
| ----- | ------------ | - | -- | - | - | -- | -- | -- | -- | ------------------------------------------ | --- | --- | --- | --- | --- |
| 1.    | Milan        | 6 | 4  | 1 | 1 | 12 | 7  | +5 | 13 | Továbbjutott az egyenes kieséses szakaszba |     | —   | 0–3 | 3–0 | 4–2 |
| 2.    | Lille        | 6 | 3  | 2 | 1 | 14 | 8  | +6 | 11 | Továbbjutott az egyenes kieséses szakaszba |     | 1–1 | —   | 2–1 | 2–2 |
| 3.    | Sparta Praha | 6 | 2  | 0 | 4 | 10 | 12 | −2 | 6  |                                            |     | 0–1 | 1–4 | —   | 4–1 |
| 4.    | Celtic       | 6 | 1  | 1 | 4 | 10 | 19 | −9 | 4  |                                            | 1–3 | 3–2 | 1–4 | —   |     |

### I csoport
| Hely. | Csapat           | M | Gy | D | V | G+ | G– | Gk | P  | Továbbjutás                                |     | VIL | MTA | SIV | QRB    |
| ----- | ---------------- | - | -- | - | - | -- | -- | -- | -- | ------------------------------------------ | --- | --- | --- | --- | ------ |
| 1.    | Villarreal       | 5 | 4  | 1 | 0 | 14 | 5  | +9 | 13 | Továbbjutott az egyenes kieséses szakaszba |     | —   | 4–0 | 5–3 | 12.10. |
| 2.    | Makkabi Tel-Aviv | 6 | 3  | 2 | 1 | 6  | 7  | −1 | 11 | Továbbjutott az egyenes kieséses szakaszba |     | 1–1 | —   | 1–0 | 1–0    |
| 3.    | Sivasspor        | 6 | 2  | 0 | 4 | 9  | 11 | −2 | 6  |                                            |     | 0–1 | 1–2 | —   | 2–0    |
| 4.    | Qarabağ          | 5 | 0  | 1 | 4 | 4  | 10 | −6 | 1  |                                            | 1–3 | 1–1 | 2–3 | —   |        |

### J csoport
| Hely. | Csapat            | M | Gy | D | V | G+ | G– | Gk  | P  | Továbbjutás                                |     | TOT | ANT | LASK | LUD |
| ----- | ----------------- | - | -- | - | - | -- | -- | --- | -- | ------------------------------------------ | --- | --- | --- | ---- | --- |
| 1.    | Tottenham Hotspur | 6 | 4  | 1 | 1 | 15 | 5  | +10 | 13 | Továbbjutott az egyenes kieséses szakaszba |     | —   | 2–0 | 3–0  | 4–0 |
| 2.    | Antwerp           | 6 | 4  | 0 | 2 | 8  | 5  | +3  | 12 | Továbbjutott az egyenes kieséses szakaszba |     | 1–0 | —   | 0–1  | 3–1 |
| 3.    | LASK              | 6 | 3  | 1 | 2 | 11 | 12 | −1  | 10 |                                            |     | 3–3 | 0–2 | —    | 4–3 |
| 4.    | Ludogorec Razgrad | 6 | 0  | 0 | 6 | 7  | 19 | −12 | 0  |                                            | 1–3 | 1–2 | 1–3 | —    |     |

### K csoport
| Hely. | Csapat         | M | Gy | D | V | G+ | G– | Gk | P  | Továbbjutás                                |     | DZG | WLB | FEY | CSM |
| ----- | -------------- | - | -- | - | - | -- | -- | -- | -- | ------------------------------------------ | --- | --- | --- | --- | --- |
| 1.    | Dinamo Zagreb  | 6 | 4  | 2 | 0 | 9  | 1  | +8 | 14 | Továbbjutott az egyenes kieséses szakaszba |     | —   | 1–0 | 0–0 | 3–1 |
| 2.    | Wolfsberger AC | 6 | 3  | 1 | 2 | 7  | 6  | +1 | 10 | Továbbjutott az egyenes kieséses szakaszba |     | 0–3 | —   | 1–0 | 1–1 |
| 3.    | Feyenoord      | 6 | 1  | 2 | 3 | 4  | 8  | −4 | 5  |                                            |     | 0–2 | 1–4 | —   | 3–1 |
| 4.    | CSZKA Moszkva  | 6 | 0  | 3 | 3 | 3  | 8  | −5 | 3  |                                            | 0–0 | 0–1 | 0–0 | —   |     |

### L csoport
| Hely. | Csapat          | M | Gy | D | V | G+ | G– | Gk  | P  | Továbbjutás                                |     | HOF | ZVE | LIB | GNT |
| ----- | --------------- | - | -- | - | - | -- | -- | --- | -- | ------------------------------------------ | --- | --- | --- | --- | --- |
| 1.    | 1899 Hoffenheim | 6 | 5  | 1 | 0 | 17 | 2  | +15 | 16 | Továbbjutott az egyenes kieséses szakaszba |     | —   | 2–0 | 5–0 | 4–1 |
| 2.    | Crvena zvezda   | 6 | 3  | 2 | 1 | 9  | 4  | +5  | 11 | Továbbjutott az egyenes kieséses szakaszba |     | 0–0 | —   | 5–1 | 2–1 |
| 3.    | Slovan Liberec  | 6 | 2  | 1 | 3 | 4  | 13 | −9  | 7  |                                            |     | 0–2 | 0–0 | —   | 1–0 |
| 4.    | Gent            | 6 | 0  | 0 | 6 | 4  | 15 | −11 | 0  |                                            | 1–4 | 0–2 | 1–2 | —   |     |

## Egyenes kieséses szakasz
Az egyenes kieséses szakaszba az Európa-liga csoportkör csoportjainak első két helyezettje, valamint az UEFA-bajnokok ligája csoportkör csoportjainak harmadik helyezettjei jutottak be.
Az Európa-liga csoportkörének első és második helyezettjei
| Csoport   | Csoportelső (kiemeltek) | Csoportmásodik (nem kiemeltek) |
| --------- | ----------------------- | ------------------------------ |
| A csoport | Roma                    | Young Boys                     |
| B csoport | Arsenal                 | Molde                          |
| C csoport | Bayer Leverkusen        | Slavia Praha                   |
| D csoport | Rangers                 | Benfica                        |
| E csoport | PSV Eindhoven           | Granada                        |
| F csoport | Napoli                  | Real Sociedad                  |
| G csoport | Leicester City          | Braga                          |
| H csoport | Milan                   | Lille                          |
| I csoport | Villarreal              | Makkabi Tel-Aviv               |
| J csoport | Tottenham Hotspur       | Antwerp                        |
| K csoport | Dinamo Zagreb           | Wolfsberger AC                 |
| L csoport | 1899 Hoffenheim         | Crvena zvezda                  |

Az UEFA-bajnokok ligája csoportkörének harmadik helyezettjei
| Seed | Cs | Csapat            | M | Gy | D | V | G+ | G– | Gk | P | Seeding       |
| ---- | -- | ----------------- | - | -- | - | - | -- | -- | -- | - | ------------- |
| 1.   | H  | Manchester United | 6 | 3  | 0 | 3 | 15 | 10 | +5 | 9 | Kiemeltek     |
| 2.   | F  | Club Brugge       | 6 | 2  | 2 | 2 | 8  | 10 | −2 | 8 | Kiemeltek     |
| 3.   | B  | Sahtar Doneck     | 6 | 2  | 2 | 2 | 5  | 12 | −7 | 8 | Kiemeltek     |
| 4.   | D  | Ajax              | 6 | 2  | 1 | 3 | 7  | 7  | 0  | 7 | Kiemeltek     |
| 5.   | E  | Krasznodar        | 6 | 1  | 2 | 3 | 6  | 11 | −5 | 5 | Nem kiemeltek |
| 6.   | A  | Red Bull Salzburg | 6 | 1  | 1 | 4 | 10 | 17 | −7 | 4 | Nem kiemeltek |
| 7.   | G  | Dinamo Kijiv      | 6 | 1  | 1 | 4 | 4  | 13 | −9 | 4 | Nem kiemeltek |
| 8.   | C  | Olimbiakósz       | 6 | 1  | 0 | 5 | 2  | 10 | −8 | 3 | Nem kiemeltek |

### A 16 közé jutásért
A 16 közé jutásért zajló párosítások sorsolását 2020. december 14-én tartották. Az első mérkőzéseket 2020. február 18-án, a visszavágókat február 25-én játszották.
| 1. csapat         | Össz.Tooltip Aggregate score | 2. csapat         | 1. mérk. | 2. mérk. |
| ----------------- | ---------------------------- | ----------------- | -------- | -------- |
| Wolfsberger       | 1–8                          | Tottenham Hotspur | 1–4      | 0–4      |
| Dinamo Kijiv      | 2–1                          | Club Brugge       | 1–1      | 1–0      |
| Real Sociedad     | 0–4                          | Manchester United | 0–4      | 0–0      |
| Benfica           | 3–4                          | Arsenal           | 1–1      | 2–3      |
| Crvena zvezda     | 3–3 (i.g.)                   | Milan             | 2–2      | 1–1      |
| Antwerp           | 5–9                          | Rangers           | 3–4      | 2–5      |
| Slavia Praha      | 2–0                          | Leicester City    | 0–0      | 2–0      |
| Red Bull Salzburg | 1–4                          | Villarreal        | 0–2      | 1–2      |
| Braga             | 1–5                          | Roma              | 0–2      | 1–3      |
| Krasznodar        | 2–4                          | Dinamo Zagreb     | 2–3      | 0–1      |
| Young Boys        | 6–3                          | Bayer Leverkusen  | 4–3      | 2–0      |
| Molde             | 5–3                          | 1899 Hoffenheim   | 3–3      | 2–0      |
| Granada           | 3–2                          | Napoli            | 2–0      | 1–2      |
| Makkabi Tel-Aviv  | 0–3                          | Sahtar Doneck     | 0–2      | 0–1      |
| Lille             | 2–4                          | Ajax              | 1–2      | 1–2      |
| Olimbiakósz       | 5–4                          | PSV Eindhoven     | 4–2      | 1–2      |

### Nyolcaddöntők
A nyolcaddöntők sorsolását 2021. február 26-án tartották. Az első mérkőzéseket 2021. március 11-én, a visszavágókat március 18-án játszották.
| 1. csapat         | Össz.Tooltip Aggregate score | 2. csapat     | 1. mérk. | 2. mérk.   |
| ----------------- | ---------------------------- | ------------- | -------- | ---------- |
| Ajax              | 5–0                          | Young Boys    | 3–0      | 2–0        |
| Dinamo Kijiv      | 0–4                          | Villarreal    | 0–2      | 0–2        |
| Roma              | 5–1                          | Sahtar Doneck | 3–0      | 2–1        |
| Olimbiakósz       | 2–3                          | Arsenal       | 1–3      | 1–0        |
| Tottenham Hotspur | 2–3                          | Dinamo Zagreb | 2–0      | 0–3 (h.u.) |
| Manchester United | 2–1                          | Milan         | 1–1      | 1–0        |
| Slavia Praha      | 3–1                          | Rangers       | 1–1      | 2–0        |
| Granada           | 3–2                          | Molde         | 2–0      | 1–2        |

1. ↑  A sorsoláshoz képest a pályaválasztói jogot felcserélték. A második mérkőzés az Arsenal–Olimbiakósz találkozóval azonos városban lett volna, és az Arsenal angol kupagyőztesként magasabb prioritású volt a Tottenham Hotspurnál.[21][22]

### Negyeddöntők
A negyeddöntők sorsolását 2021. március 19-én tartották. Az első mérkőzéseket 2021. április 8-án, a visszavágókat április 15-én játszották.
| 1. csapat     | Össz.Tooltip Aggregate score | 2. csapat         | 1. mérk. | 2. mérk. |
| ------------- | ---------------------------- | ----------------- | -------- | -------- |
| Granada       | 0–4                          | Manchester United | 0–2      | 0–2      |
| Arsenal       | 5–1                          | Slavia Praha      | 1–1      | 4–0      |
| Ajax          | 2–3                          | Roma              | 1–2      | 1–1      |
| Dinamo Zagreb | 1–3                          | Villarreal        | 0–1      | 1–2      |

### Elődöntők
Az elődöntők sorsolását 2021. március 19-én tartották, a negyeddöntők sorsolását követően. Az első mérkőzéseket 2021. április 29-én, a visszavágókat május 6-án játszották.
| 1. csapat         | Össz.Tooltip Aggregate score | 2. csapat | 1. mérk. | 2. mérk. |
| ----------------- | ---------------------------- | --------- | -------- | -------- |
| Manchester United | 8–5                          | Roma      | 6–2      | 2–3      |
| Villarreal        | 2–1                          | Arsenal   | 2–1      | 0–0      |

### Döntő
A pályaválasztót 2021. március 19-én sorsolták, az elődöntők sorsolását követően.
| 2021. május 26. 21:00 |

| Villarreal                                                                  | 1–1 (h. u.)       | Manchester United                                                              |
| --------------------------------------------------------------------------- | ----------------- | ------------------------------------------------------------------------------ |
| Moreno 29'                                                                  | (1–0) Jegyzőkönyv | Cavani 55'                                                                     |
| Büntetőpárbaj                                                               |                   |                                                                                |
| Moreno Raba Alcácer Moreno Parejo Gómez Albiol Coquelin Gaspar Torres Rulli | 11–10             | Mata Telles Fernandes Rashford Cavani Fred James Shaw Tuanzebe Lindelöf de Gea |

| Stadion Energa Gdańsk, Gdańsk Nézőszám: 9412 Játékvezető: Clément Turpin (francia) |